# Thelcticopis kaparanganensis
Thelcticopis kaparanganensis là một loài nhện trong họ Sparassidae.
Loài này thuộc chi Thelcticopis. Thelcticopis kaparanganensis được Alberto Barrion & James A. Litsinger miêu tả năm 1995.